# Galactose-α-1,3-galactose

SNFG-Darstellung von Galactose-α-1,3-galactose

Galactose-α-1,3-galactose, allgemein bekannt als Alpha-Gal und Galili-Antigen, ist ein Kohlenhydrat, das in den meisten Zellmembranen von Säugetieren vorkommt. Es kommt nicht bei Altweltaffen vor, auch nicht beim Menschen, der das GGTA1-Gen verloren hat. Ihr Immunsystem erkennt es als Fremdkörper und produziert Immunglobulin-M-Antikörper, was nach der Transplantation zur Organabstoßung führt.
Anti-Alpha-Gal-Immunglobulin-G-Antikörper sind beim Menschen häufig. Regelmäßige Stimulation durch die Darmflora, typischerweise in den ersten sechs Lebensmonaten eingeleitet, führt zu einem außergewöhnlich hohen Titer von etwa 1 % des gesamten zirkulierenden IgG.
Alpha-Gal spielt vermutlich eine Rolle bei dem Alpha-Gal-Syndrom, einer IgE-spezifischen allergischen Reaktion auf einige Fleischsorten. Obwohl diese allergische Reaktion recht gut dokumentiert ist, gibt es eine erhebliche Diskrepanz zwischen Labortests und klinischen Befunden. Bislang gibt es Nachweise, dass die Zecken Amblyomma americanum in Nordamerika und der Gemeine Holzbock (Ixodes ricinus) in Schweden das Syndrom auslösen können.